# Paradoxo de Richard
Em lógica, o Paradoxo de Richard é uma antinomia semântica da teoria dos conjuntos e linguagem natural primeiro descrita pelo matemático francês Jules Richard durante 1905. O paradoxo é normalmente usado para motivar a importância de distinguir cuidadosamente entre a matemática e a metamatemática. O paradoxo era também uma motivação do desenvolvimento da matemática predicativa.

## Descrição
O enunciado original do paradoxo, devido a Richard (1905), tem uma relação com o argumento diagonal de Cantor na incontabilidade do conjunto dos números reais.
O Paradoxo começa com a observação que determinadas expressões de linguagem natural definem números reais inequivocamente, enquanto outras expressões de linguagem natural não. Por exemplo, "O número real cuja parte inteira é 17 e a n-ésima casa decimal é 0 se n é par e 1 é ímpar" define o número real 17.1010101... = 1693/99, enquanto a frase "A capital da Inglaterra" não define um número real.
Assim, há uma lista infinita de frases em inglês (tal forma que cada frase é de comprimento finito, mas comprimentos variam na lista) que definem os números reais de forma inequívoca; organizar esta lista por tamanho e, em seguida, por em ordem lexicográfica (em ordem de dicionário), de modo que a ordem é canônica. Isso gera uma lista infinita dos números reais correspondentes: r1, r2, ... . agora ficou definido um novo número real r como se segue. A parte inteira de r é 0, a n-ésima casa decimal de r é 1 se a n-ésima casa decimal de rn não é 1, e a n-ésima casa decimal de r é 2 se a n-ésima casa decimal de rn é 1.
Os dois parágrafos anteriores são uma expressão em Inglês que define claramente um número real r. Assim r deve ser um dos números  rn. No entanto, r foi construída de modo que ele não pode ser igual a qualquer um dos rn. Esta é a contradição paradoxal.

## Análise e relacionamento  matemático
O Paradoxo de Richard resulta em uma contradição insustentável, que deve ser analisada para encontrar um erro.
A definição proposta para o novo número real r inclui claramente uma sequência finita de caracteres e, portanto, ao que parece à primeira vista, uma definição de um número real. No entanto, a definição refere-se a definibilidade em português em si. Se fosse possível determinar qual expressões em português, na verdade, não definem um número real, então o paradoxo iria prosseguir. Assim, a resolução do paradoxo de Richard é que não há nenhuma maneira de determinar de forma inequívoca exatamente quais frases em português são definições de números reais (veja Good 1966).  Ou seja, não há nenhuma maneira de descrever em um número finito de palavras como dizer se uma expressão arbitrária em português é uma definição de um número real. Isto não é tão surpreendente, como a capacidade de fazer essa determinação implicaria igualmente a capacidade de resolver o "problema da parada" e realizar qualquer outro cálculo não algorítmico que pode ser descrito em Português.
Um fenômeno similar ocorre em teorias formais que são capazes de se referir à sua própria sintaxe, como Zermelo-Fraenkel (ZFC). Diz que uma fórmula φ (x) define um número real se não houver exatamente um número real r tal que φ (r) é verdadeira. Então não é possível definir, por ZFC, o conjunto de todos (números de Gödel) de fórmulas que definem os números reais. Por isso, se fosse possível definir este conjunto, seria possível diagonalizar sobre ele para produzir uma nova definição de um número real, seguindo o contorno do paradoxo de Richard acima. Note que o conjunto de fórmulas que definem os números reais podem existir, como um conjunto F; a limitação de ZFC é que não há nenhuma fórmula que define F sem referência a outros conjuntos. Isto está relacionado com  o teorema da indefinibilidade de Tarski.
O exemplo de ZFC ilustra a importância de distinguir a metamatemática de um sistema formal a partir das declarações do próprio sistema formal. A propriedade D (φ) que uma fórmula φ de ZFC define um número único real que não é em si mesmo exprimível por ZFC, mas deve ser considerado como parte da metateoria usado para formalizar ZFC. Deste ponto de vista, o paradoxo de Richard resulta no tratamento de uma construção da metateoria (a enumeração de todas as declarações no sistema original que definem os números reais) como se essa construção pode ser executada no sistema original.

## Variação: números Richardianos
Uma variação do paradoxo usa inteiros em vez de números-reais, preservando o caráter auto-referencial do original. Considere um idioma (como Português), em que as propriedades aritméticas de números inteiros estão definidos. Por exemplo, "o primeiro número natural" define a propriedade de ser o primeiro número natural, um; e "não ser divisível por nenhum outro número natural a não ser um ou ele mesmo" define a propriedade de ser um  número primo. (É claro que algumas propriedades não podem ser definidas de forma explícita, uma vez que cada sistema dedutivo deve começar com alguns axiomas. Mas, para os fins da presente discussão, assume-se que as frases tais como "um número inteiro, é a soma dos dois inteiros" já estão compreendidos.) Embora a lista de todas as definições possíveis é em si infinita, vê-se facilmente que cada definição individual é composta por um número finito de palavras, e, portanto, também um número finito de caracteres. Uma vez que isso é verdade, podemos ordenar as definições, primeiro por tamanho de palavra e, em seguida, lexicograficamente.
Agora, que podemos mapear cada definição para o conjunto dos números naturais, de tal modo que a definição com o menor número de caracteres e por ordem alfabética corresponderá ao número 1, a seguinte definição da série irá correspondem a 2, e assim por diante. Uma vez que cada definição está associada com um número inteiro ímpar, então é possível que, ocasionalmente, o número inteiro atribuído a uma definição corresponde a esta definição. Se, por exemplo, a definição "não divisível por qualquer inteiro diferente de 1 e em si mesmo" passou a ser 43, então isso seria verdade. Uma vez que 43 não é divisível por nenhum inteiro diferente de 1 e ele mesmo, então o número desta definição tem a propriedade de definir a si mesmo. No entanto, isso pode não ser sempre o caso. Se a definição: "o primeiro número natural" forem designados com o número 4, o número da definição não tem a propriedade de definir a si próprio. Este último exemplo será designado como tendo a propriedade de ser Richardiano. Assim, se um número é Richardiano, então a definição correspondente a esse número é uma propriedade que o próprio número não tem. (Mais formalmente, "x é Richardiano" é equivalente a "x não tem a propriedade designada pela expressão que define com o qual x é correlacionado no conjunto ordenado em série de definições").
Agora, uma vez que a propriedade de ser Richardiano é em si uma propriedade numérica de números inteiros, que pertence a uma lista de definições de todas as propriedades. Portanto, a propriedade de ser Richardiano é atribuído um número inteiro, n. Finalmente, o paradoxo torna-se: n é Richardiano? Suponhamos que n é Richardiano. Isto só é possível se n não tem a propriedade designada pela expressão que define qual n está correlacionada. Em outras palavras, isto significa que n não é Richardiano, contrariando a nossa hipótese. No entanto, se supusermos que n não é Richardiano, então ele tem a propriedade definir qual corresponde. Isto, por definição, significa que ele é Richardiano, mais uma vez ao contrário do pressuposto. Assim, a afirmação "n é Richardiano" não pode consistentemente ser designado como verdadeira ou falsa.

## Relação com predicativismo
Outra opinião a respeito do paradoxo de Richard refere-se ao predicativismo matemático. Por este ponto de vista, os números reais são definidos em etapas, com cada fase, apenas fazendo referência à fases anteriores e outras coisas que já foram definidos. De um ponto de vista predicativo não é válido para quantificar sobre todos os números reais no processo de gerar um novo número real, porque este é acreditado para resultar num problema com uma circularidade nas definições. Definir teorias como ZFC não se baseiam nesse tipo de quadro predicativo, e permitir definições impredicativa.
Richard (1905) apresentou uma solução para o paradoxo do ponto de vista do predicativismo. Richard reivindicou que a falha da construção foi paradoxal que a expressão para a construção do número real r na verdade não define um número real de forma inequívoca, porque a afirmação refere-se à construção de um conjunto infinito de números reais, dos quais R é próprio.Assim, Richard diz, o número real r não será incluído como qualquer rn, porque a definição de r não cumpre os critérios para ser incluído na seqüência de definições utilizados para construir a sequencia rn.  Matemáticos contemporâneos concordam que a definição de r é inválida, mas por um motivo diferente. Eles acreditam que a definição de r é inválida porque não existe qualquer noção bem definida de quando uma frase em português define um número real, e assim não há nenhuma maneira inequívoca para construir a sequência rn.
Apesar da solução de Richard ao paradoxo não ganhar o favor com os matemáticos, predicativismo é uma parte importante do estudo dos fundamentos da matemática. Predicativismo foi primeiro estudado em detalhe por Henri Poincaré e Hermann Weyl em Das Kontinuum, em que eles mostraram que grande parte da análise elementar verdadeira pode ser conduzida de uma forma predicativa começando com apenas os números naturais. Mais recentemente, predicativismo tem sido estudado por Solomon Feferman, que usou a teoria da prova para explorar a relação entre os sistemas de predicativos e impredicativos.